# 金黃下口鯰
金黃下口鯰，為輻鰭魚綱鯰形目甲鯰科的其中一種，為熱帶淡水魚，分布於南美洲烏拉圭河上游流域，體長可達40.5公分，棲息在底層水域，生活習性不明。
其种加词“luteus”意为“黄色的”。